# Lemuel
Lemuel (לְמוּאֵל ,לְמוֹאֵל) ist ein männlicher Vorname aus dem Alten Testament.

## Herkunft und Bedeutung
Lemuel war dem Buch der Sprichwörter zufolge der Name eines ansonsten nirgendwo weiter erwähnten Königs (Spr 31,1 , Spr 31,2  und 31,4 ). Die Übersetzung des hebräischen Namens lautet „zu Gott gehörig“. Etymologisch geht der Name auf Laël (Numeri 3,24 ) mit der enklitischen Erweiterung „mā“ zurück.
In die Weltliteratur ging der Name als Vorname des Protagonisten in Jonathan Swifts Satire Gullivers Reisen ein. Die neuzeitliche Offenbarungsschrift Buch Mormon nennt einen Lemuel unter den beiden Söhnen Lehis. Insbesondere in den Vereinigten Staaten war Lemuel ein häufiger Vorname und ist es bis in die Gegenwart.
Varianten sind: Lem, Lemmie

## Namensträger
- Lemuel Francis Abbott (* 1760/1761–1802), englischer Porträtmaler
- Lemuel Hastings Arnold (1792–1852), amerikanischer Politiker
- Lemuel Barney (* 1945), US-amerikanischer American-Football-Spieler
- Lemuel Jackson Bowden (1815–1864), amerikanischer Politiker
- Lem Davis (Saxophonist) (Lemuel Arthur Davis; 1914–1970), US-amerikanischer Jazz-Altsaxophonist
- Lem Davis (Softwareentwickler) (Lemuel Lanier Davis), US-amerikanischer Softwareentwickler und Hochschullehrer
- Lem Dobbs (* 1959), britisch-amerikanischer Drehbuchautor
- Lemuel Fowler († 1963), US-amerikanischer Pianist, Komponist und Bandleader des frühen Jazz und Blues
- Lemuel Whittington Gorham (1885–1968), US-amerikanischer Internist
- Lemuel Jenkins (1789–1862), US-amerikanischer Jurist und Politiker
- Lem Johnson (1909–1989), US-amerikanischer Jazz- und Rhythm-and-Blues-Musiker (Tenorsaxophon, Klarinette und Gesang)
- Lemuel Mathewson (1899–1970), Generalleutnant der US-Armee, Berater von Präsident Roosevelt
- Lemuel W. Royse (1847–1946), amerikanischer Politiker
- Lemuel C. Shepherd junior (1896–1990), General des US Marine Corps
- Lemuel Steeples (1956–1980), amerikanischer Boxer
- Lem Winchester (1928–1961), US-amerikanischer Jazz-Vibraphonist und Komponist

Zweitname
- Thomas Lemuel James (1831–1916), amerikanischer Journalist und Bankier
- Maxwell Lemuel Roach (1924–2007), amerikanischer Jazz-Schlagzeuger und Komponist
- George Lemuel Woods (1832–1890), amerikanischer Politiker